# Campeón de Campeones 2024-25 Liga de Expansión
El trofeo Campeón de Campeones 2024-25 es la edición V del Campeón de Campeones de la Liga de Expansión MX. Esta edición fue disputada por los campeones de la Liga de Expansión MX correspondientes a los torneos Apertura 2024 y Clausura 2025, títulos que fueron conseguidos por los clubes Club Deportivo Tapatío y Leones Negros respectivamente.
A partir de la temporada 2020-21 este título sustituye al que se otorgaba al Campeón de Ascenso, ya que la Liga de Expansión MX fue fundada en el año 2020 como parte del "Proyecto de Estabilización", el cual tiene como objetivo rescatar a los equipos de la Liga de Ascenso de México con problemas financieros y evitar de esta forma la desaparición de la Segunda División en México, por lo cual no habrá ascensos ni descensos en Primera División durante las próximas 6 temporadas siguientes a la conformación de la Liga de Expansión. Además, busca que los equipos de la Liga MX y del Ascenso MX consoliden proyectos estables que cuenten con bases sólidas, tanto deportivas como administrativas, financieras y de infraestructura.
Como compensación por la suspensión del ascenso a Primera División, el ganador de la serie se llevará un premio económico de $MXN 10 millones, además del trofeo que lo acredita como el campeón de la temporada.

## Sistema de competición
Disputarán la copa Campeón de Campeones 2024-25 los campeones de los torneos Apertura 2024 y Clausura 2025.
El club vencedor de la serie y por lo tanto Campeón de Campeones, será aquel que en los dos partidos anote el mayor número de goles. Si al término del tiempo reglamentario del segundo partido el marcador global se encuentra empatado, se agregarán dos tiempos extras de 15 minutos cada uno. De persistir el empate en estos periodos, se procederá a lanzar tiros penales hasta que resulte un vencedor.

## Información de los equipos
| Equipo        | Entrenador    | Estadio         | Ciudad               |
| ------------- | ------------- | --------------- | -------------------- |
| Leones Negros | Alfonso Sosa  | Estadio Jalisco | Guadalajara, Jalisco |
| Tapatío       | Arturo Ortega | Estadio Jalisco | Zapopan, Jalisco     |

## Partidos
| 31 de mayo de 2025 | Tapatío       | 1:0 (1:0) | Leones Negros | Estadio Jalisco, Guadalajara, Jalisco                                     |                                                                           |
| 19:00 (UTC-6)      | F. Méndez 27' | Reporte   |               | Asistencia: 8 190 espectadores Árbitro(s): Mauricio Eleazar López Sánchez | Asistencia: 8 190 espectadores Árbitro(s): Mauricio Eleazar López Sánchez |

| 7 de junio de 2025                               | Leones Negros | 1:2 (0:0) (Global 1:3) | Tapatío                            | Estadio Jalisco, Guadalajara, Jalisco                              |                                                                    |
| 19:00 (UTC-6)                                    | E. Rivera 76' | Reporte                | 48' D. Delgadillo · 58' B. Sánchez | Asistencia: 14 210 espectadores Árbitro(s): Aldo Ballesteros Barba | Asistencia: 14 210 espectadores Árbitro(s): Aldo Ballesteros Barba |
| Tapatío campeón del Campeón de Campeones 2024-25 |               |                        |                                    |                                                                    |                                                                    |

### Final - Ida
| 71    | Guardameta     | Erick Montiel    |     |
| 42    | Defensa        | Diego Delgadillo |     |
| 53    | Defensa        | Uziel García     |     |
| 188   | Defensa        | Francisco Méndez | 50' |
| 48    | Centrocampista | Leonardo Jiménez |     |
| 57    | Centrocampista | Dylan Guajardo   |     |
| 59    | Centrocampista | Christian Torres | 64' |
| 60    | Centrocampista | Luis Ledesma     |     |
| 56    | Delantero      | Benjamín Sánchez | 84' |
| 67    | Delantero      | Sergio Aguayo    | 84' |
| 205   | Delantero      | Ariel Castro     | 64' |
| D. T. | D. T.          | Arturo Ortega    |     |

| 30    | Guardameta     | Felipe López        |     |
| 2     | Defensa        | Jonathan Sánchez    |     |
| 4     | Defensa        | Arturo Ledesma      |     |
| 5     | Defensa        | Ulises Torres       |     |
| 28    | Defensa        | Alejandro Bravo     | 83' |
| 20    | Centrocampista | Bryan Flores        | 46' |
| 6     | Centrocampista | Alejandro Organista |     |
| 26    | Centrocampista | Jahaziel Marchand   |     |
| 88    | Centrocampista | Denilson Muñoz      | 68' |
| 8     | Delantero      | Carlos Fierro       | 83' |
| 10    | Delantero      | Edson Torres        |     |
| D. T. | D. T.          | Alfonso Sosa        |     |

| 62  | Centrocampista | Brandon Téllez    | 50' |
| 184 | Defensa        | Sebastián Esparza | 64' |
| 46  | Delantero      | Luis Egurrola     | 64' |
| 185 | Delantero      | Gibrán Ortíz      | 84' |
| 256 | Delantero      | Diego Latorre     | 84' |

| 11 | Centrocampista | Joel Pérez        | 46' |
| 7  | Delantero      | Edson Rivera      | 67' |
| 15 | Centrocampista | Alejandro Carreón | 83' |
| 83 | Defensa        | Luis Flores       | 83' |

| 27' | Francisco Méndez | 1:0 |

| 20' · 81' | Ariel Castro Dylan Guajardo |

| 41' · 43' | Edson Torres Bryan Flores |

| Principal  | Mauricio Eleazar López Sánchez    |
| Asistentes | Alejandro Hernández Rodríguez     |
|            | Edwin Esau Coello Ruíz            |
| Cuarto     | Enrique Augusto Ramírez Gutiérrez |

|  |                    |     |     |
|  | Tiros              | 18  | 16  |
|  | Tiros a puerta     | 4   | 8   |
|  | Faltas             | 26  | 26  |
|  | Saques de esquina  | 8   | 8   |
|  | Fueras de juego    | 0   | 6   |
|  | Posesión del balón | 39% | 62% |

| 71    | Guardameta     | Erick Montiel    |     |
| 42    | Defensa        | Diego Delgadillo |     |
| 53    | Defensa        | Uziel García     |     |
| 188   | Defensa        | Francisco Méndez | 50' |
| 48    | Centrocampista | Leonardo Jiménez |     |
| 57    | Centrocampista | Dylan Guajardo   |     |
| 59    | Centrocampista | Christian Torres | 64' |
| 60    | Centrocampista | Luis Ledesma     |     |
| 56    | Delantero      | Benjamín Sánchez | 84' |
| 67    | Delantero      | Sergio Aguayo    | 84' |
| 205   | Delantero      | Ariel Castro     | 64' |
| D. T. | D. T.          | Arturo Ortega    |     |

| 30    | Guardameta     | Felipe López        |     |
| 2     | Defensa        | Jonathan Sánchez    |     |
| 4     | Defensa        | Arturo Ledesma      |     |
| 5     | Defensa        | Ulises Torres       |     |
| 28    | Defensa        | Alejandro Bravo     | 83' |
| 20    | Centrocampista | Bryan Flores        | 46' |
| 6     | Centrocampista | Alejandro Organista |     |
| 26    | Centrocampista | Jahaziel Marchand   |     |
| 88    | Centrocampista | Denilson Muñoz      | 68' |
| 8     | Delantero      | Carlos Fierro       | 83' |
| 10    | Delantero      | Edson Torres        |     |
| D. T. | D. T.          | Alfonso Sosa        |     |

| 62  | Centrocampista | Brandon Téllez    | 50' |
| 184 | Defensa        | Sebastián Esparza | 64' |
| 46  | Delantero      | Luis Egurrola     | 64' |
| 185 | Delantero      | Gibrán Ortíz      | 84' |
| 256 | Delantero      | Diego Latorre     | 84' |

| 11 | Centrocampista | Joel Pérez        | 46' |
| 7  | Delantero      | Edson Rivera      | 67' |
| 15 | Centrocampista | Alejandro Carreón | 83' |
| 83 | Defensa        | Luis Flores       | 83' |

| 27' | Francisco Méndez | 1:0 |

| 20' · 81' | Ariel Castro Dylan Guajardo |

| 41' · 43' | Edson Torres Bryan Flores |

| Principal  | Mauricio Eleazar López Sánchez    |
| Asistentes | Alejandro Hernández Rodríguez     |
|            | Edwin Esau Coello Ruíz            |
| Cuarto     | Enrique Augusto Ramírez Gutiérrez |

|  |                    |     |     |
|  | Tiros              | 18  | 16  |
|  | Tiros a puerta     | 4   | 8   |
|  | Faltas             | 26  | 26  |
|  | Saques de esquina  | 8   | 8   |
|  | Fueras de juego    | 0   | 6   |
|  | Posesión del balón | 39% | 62% |

| 71    | Guardameta     | Erick Montiel    |     |
| 42    | Defensa        | Diego Delgadillo |     |
| 53    | Defensa        | Uziel García     |     |
| 188   | Defensa        | Francisco Méndez | 50' |
| 48    | Centrocampista | Leonardo Jiménez |     |
| 57    | Centrocampista | Dylan Guajardo   |     |
| 59    | Centrocampista | Christian Torres | 64' |
| 60    | Centrocampista | Luis Ledesma     |     |
| 56    | Delantero      | Benjamín Sánchez | 84' |
| 67    | Delantero      | Sergio Aguayo    | 84' |
| 205   | Delantero      | Ariel Castro     | 64' |
| D. T. | D. T.          | Arturo Ortega    |     |

| 30    | Guardameta     | Felipe López        |     |
| 2     | Defensa        | Jonathan Sánchez    |     |
| 4     | Defensa        | Arturo Ledesma      |     |
| 5     | Defensa        | Ulises Torres       |     |
| 28    | Defensa        | Alejandro Bravo     | 83' |
| 20    | Centrocampista | Bryan Flores        | 46' |
| 6     | Centrocampista | Alejandro Organista |     |
| 26    | Centrocampista | Jahaziel Marchand   |     |
| 88    | Centrocampista | Denilson Muñoz      | 68' |
| 8     | Delantero      | Carlos Fierro       | 83' |
| 10    | Delantero      | Edson Torres        |     |
| D. T. | D. T.          | Alfonso Sosa        |     |

| 62  | Centrocampista | Brandon Téllez    | 50' |
| 184 | Defensa        | Sebastián Esparza | 64' |
| 46  | Delantero      | Luis Egurrola     | 64' |
| 185 | Delantero      | Gibrán Ortíz      | 84' |
| 256 | Delantero      | Diego Latorre     | 84' |

| 11 | Centrocampista | Joel Pérez        | 46' |
| 7  | Delantero      | Edson Rivera      | 67' |
| 15 | Centrocampista | Alejandro Carreón | 83' |
| 83 | Defensa        | Luis Flores       | 83' |

| 27' | Francisco Méndez | 1:0 |

| 20' · 81' | Ariel Castro Dylan Guajardo |

| 41' · 43' | Edson Torres Bryan Flores |

| Principal  | Mauricio Eleazar López Sánchez    |
| Asistentes | Alejandro Hernández Rodríguez     |
|            | Edwin Esau Coello Ruíz            |
| Cuarto     | Enrique Augusto Ramírez Gutiérrez |

|  |                    |     |     |
|  | Tiros              | 18  | 16  |
|  | Tiros a puerta     | 4   | 8   |
|  | Faltas             | 26  | 26  |
|  | Saques de esquina  | 8   | 8   |
|  | Fueras de juego    | 0   | 6   |
|  | Posesión del balón | 39% | 62% |

| 71    | Guardameta     | Erick Montiel    |     |
| 42    | Defensa        | Diego Delgadillo |     |
| 53    | Defensa        | Uziel García     |     |
| 188   | Defensa        | Francisco Méndez | 50' |
| 48    | Centrocampista | Leonardo Jiménez |     |
| 57    | Centrocampista | Dylan Guajardo   |     |
| 59    | Centrocampista | Christian Torres | 64' |
| 60    | Centrocampista | Luis Ledesma     |     |
| 56    | Delantero      | Benjamín Sánchez | 84' |
| 67    | Delantero      | Sergio Aguayo    | 84' |
| 205   | Delantero      | Ariel Castro     | 64' |
| D. T. | D. T.          | Arturo Ortega    |     |

| 30    | Guardameta     | Felipe López        |     |
| 2     | Defensa        | Jonathan Sánchez    |     |
| 4     | Defensa        | Arturo Ledesma      |     |
| 5     | Defensa        | Ulises Torres       |     |
| 28    | Defensa        | Alejandro Bravo     | 83' |
| 20    | Centrocampista | Bryan Flores        | 46' |
| 6     | Centrocampista | Alejandro Organista |     |
| 26    | Centrocampista | Jahaziel Marchand   |     |
| 88    | Centrocampista | Denilson Muñoz      | 68' |
| 8     | Delantero      | Carlos Fierro       | 83' |
| 10    | Delantero      | Edson Torres        |     |
| D. T. | D. T.          | Alfonso Sosa        |     |

| 62  | Centrocampista | Brandon Téllez    | 50' |
| 184 | Defensa        | Sebastián Esparza | 64' |
| 46  | Delantero      | Luis Egurrola     | 64' |
| 185 | Delantero      | Gibrán Ortíz      | 84' |
| 256 | Delantero      | Diego Latorre     | 84' |

| 11 | Centrocampista | Joel Pérez        | 46' |
| 7  | Delantero      | Edson Rivera      | 67' |
| 15 | Centrocampista | Alejandro Carreón | 83' |
| 83 | Defensa        | Luis Flores       | 83' |

| 27' | Francisco Méndez | 1:0 |

| 20' · 81' | Ariel Castro Dylan Guajardo |

| 41' · 43' | Edson Torres Bryan Flores |

| Principal  | Mauricio Eleazar López Sánchez    |
| Asistentes | Alejandro Hernández Rodríguez     |
|            | Edwin Esau Coello Ruíz            |
| Cuarto     | Enrique Augusto Ramírez Gutiérrez |

|  |                    |     |     |
|  | Tiros              | 18  | 16  |
|  | Tiros a puerta     | 4   | 8   |
|  | Faltas             | 26  | 26  |
|  | Saques de esquina  | 8   | 8   |
|  | Fueras de juego    | 0   | 6   |
|  | Posesión del balón | 39% | 62% |

### Final - Vuelta
| 30    | Guardameta     | Felipe López        |     |
| 2     | Defensa        | Jonathan Sánchez    |     |
| 4     | Defensa        | Arturo Ledesma      |     |
| 5     | Defensa        | Ulises Torres       |     |
| 28    | Defensa        | Alejandro Bravo     | 74' |
| 20    | Centrocampista | Bryan Flores        | 46' |
| 6     | Centrocampista | Alejandro Organista |     |
| 26    | Centrocampista | Jahaziel Marchand   | 74' |
| 88    | Centrocampista | Denilson Muñoz      | 46' |
| 8     | Delantero      | Carlos Fierro       | 64' |
| 10    | Delantero      | Edson Torres        |     |
| D. T. | D. T.          | Alfonso Sosa        |     |

| 71    | Guardameta     | Erick Montiel    |     |
| 42    | Defensa        | Diego Delgadillo |     |
| 53    | Defensa        | Uziel García     |     |
| 188   | Defensa        | Francisco Méndez |     |
| 48    | Centrocampista | Leonardo Jiménez |     |
| 57    | Centrocampista | Dylan Guajardo   |     |
| 59    | Centrocampista | Christian Torres | 64' |
| 60    | Centrocampista | Luis Ledesma     | 86' |
| 56    | Delantero      | Benjamín Sánchez | 86' |
| 67    | Delantero      | Sergio Aguayo    | 74' |
| 205   | Delantero      | Ariel Castro     | 64' |
| D. T. | D. T.          | Arturo Ortega    |     |

| 7  | Delantero      | Edson Rivera      | 46' |
| 11 | Centrocampista | Joel Pérez        | 46' |
| 15 | Centrocampista | Alejandro Carreón | 64' |
| 24 | Defensa        | Juan Aguayo       | 74' |
| 83 | Defensa        | Luis Flores       | 74' |

| 184 | Defensa   | Sebastián Esparza | 64' |
| 46  | Delantero | Luis Egurrola     | 64' |
| 69  | Delantero | Daniel Villaseca  | 74' |
| 256 | Delantero | Daniel Latorre    | 86' |
| 185 | Delantero | Gibrán Ortiz      | 86' |

| 76' | Edson Rivera | 1:2 |

| 48' · 58' | Diego Delgadillo Benjamín Sánchez | 0:1 0:2 |

| 23' · 28' · 40' · 81' | Alejandro Bravo Jonathan Sánchez Bryan Flores Arturo Ledesma |

| 10' · 23' · 62' · 88' | Uziel García Sergio Aguayo Erick Montiel Daniel Villaseca |

| Principal  | Aldo Ballesteros Barba            |
| Asistentes | Pedro Humberto González Villareal |
|            | Rubén Martín Hipólito             |
| Cuarto     | Yonathan Peinado Aguirre          |

|  |                    |     |     |
|  | Tiros              | 12  | 10  |
|  | Tiros a puerta     | 7   | 3   |
|  | Faltas             | 10  | 15  |
|  | Saques de esquina  | 7   | 4   |
|  | Penaltis           | 1   | 1   |
|  | Fueras de juego    | 6   | 4   |
|  | Posesión del balón | 70% | 30% |

| 30    | Guardameta     | Felipe López        |     |
| 2     | Defensa        | Jonathan Sánchez    |     |
| 4     | Defensa        | Arturo Ledesma      |     |
| 5     | Defensa        | Ulises Torres       |     |
| 28    | Defensa        | Alejandro Bravo     | 74' |
| 20    | Centrocampista | Bryan Flores        | 46' |
| 6     | Centrocampista | Alejandro Organista |     |
| 26    | Centrocampista | Jahaziel Marchand   | 74' |
| 88    | Centrocampista | Denilson Muñoz      | 46' |
| 8     | Delantero      | Carlos Fierro       | 64' |
| 10    | Delantero      | Edson Torres        |     |
| D. T. | D. T.          | Alfonso Sosa        |     |

| 71    | Guardameta     | Erick Montiel    |     |
| 42    | Defensa        | Diego Delgadillo |     |
| 53    | Defensa        | Uziel García     |     |
| 188   | Defensa        | Francisco Méndez |     |
| 48    | Centrocampista | Leonardo Jiménez |     |
| 57    | Centrocampista | Dylan Guajardo   |     |
| 59    | Centrocampista | Christian Torres | 64' |
| 60    | Centrocampista | Luis Ledesma     | 86' |
| 56    | Delantero      | Benjamín Sánchez | 86' |
| 67    | Delantero      | Sergio Aguayo    | 74' |
| 205   | Delantero      | Ariel Castro     | 64' |
| D. T. | D. T.          | Arturo Ortega    |     |

| 7  | Delantero      | Edson Rivera      | 46' |
| 11 | Centrocampista | Joel Pérez        | 46' |
| 15 | Centrocampista | Alejandro Carreón | 64' |
| 24 | Defensa        | Juan Aguayo       | 74' |
| 83 | Defensa        | Luis Flores       | 74' |

| 184 | Defensa   | Sebastián Esparza | 64' |
| 46  | Delantero | Luis Egurrola     | 64' |
| 69  | Delantero | Daniel Villaseca  | 74' |
| 256 | Delantero | Daniel Latorre    | 86' |
| 185 | Delantero | Gibrán Ortiz      | 86' |

| 76' | Edson Rivera | 1:2 |

| 48' · 58' | Diego Delgadillo Benjamín Sánchez | 0:1 0:2 |

| 23' · 28' · 40' · 81' | Alejandro Bravo Jonathan Sánchez Bryan Flores Arturo Ledesma |

| 10' · 23' · 62' · 88' | Uziel García Sergio Aguayo Erick Montiel Daniel Villaseca |

| Principal  | Aldo Ballesteros Barba            |
| Asistentes | Pedro Humberto González Villareal |
|            | Rubén Martín Hipólito             |
| Cuarto     | Yonathan Peinado Aguirre          |

|  |                    |     |     |
|  | Tiros              | 12  | 10  |
|  | Tiros a puerta     | 7   | 3   |
|  | Faltas             | 10  | 15  |
|  | Saques de esquina  | 7   | 4   |
|  | Penaltis           | 1   | 1   |
|  | Fueras de juego    | 6   | 4   |
|  | Posesión del balón | 70% | 30% |

| 30    | Guardameta     | Felipe López        |     |
| 2     | Defensa        | Jonathan Sánchez    |     |
| 4     | Defensa        | Arturo Ledesma      |     |
| 5     | Defensa        | Ulises Torres       |     |
| 28    | Defensa        | Alejandro Bravo     | 74' |
| 20    | Centrocampista | Bryan Flores        | 46' |
| 6     | Centrocampista | Alejandro Organista |     |
| 26    | Centrocampista | Jahaziel Marchand   | 74' |
| 88    | Centrocampista | Denilson Muñoz      | 46' |
| 8     | Delantero      | Carlos Fierro       | 64' |
| 10    | Delantero      | Edson Torres        |     |
| D. T. | D. T.          | Alfonso Sosa        |     |

| 71    | Guardameta     | Erick Montiel    |     |
| 42    | Defensa        | Diego Delgadillo |     |
| 53    | Defensa        | Uziel García     |     |
| 188   | Defensa        | Francisco Méndez |     |
| 48    | Centrocampista | Leonardo Jiménez |     |
| 57    | Centrocampista | Dylan Guajardo   |     |
| 59    | Centrocampista | Christian Torres | 64' |
| 60    | Centrocampista | Luis Ledesma     | 86' |
| 56    | Delantero      | Benjamín Sánchez | 86' |
| 67    | Delantero      | Sergio Aguayo    | 74' |
| 205   | Delantero      | Ariel Castro     | 64' |
| D. T. | D. T.          | Arturo Ortega    |     |

| 7  | Delantero      | Edson Rivera      | 46' |
| 11 | Centrocampista | Joel Pérez        | 46' |
| 15 | Centrocampista | Alejandro Carreón | 64' |
| 24 | Defensa        | Juan Aguayo       | 74' |
| 83 | Defensa        | Luis Flores       | 74' |

| 184 | Defensa   | Sebastián Esparza | 64' |
| 46  | Delantero | Luis Egurrola     | 64' |
| 69  | Delantero | Daniel Villaseca  | 74' |
| 256 | Delantero | Daniel Latorre    | 86' |
| 185 | Delantero | Gibrán Ortiz      | 86' |

| 76' | Edson Rivera | 1:2 |

| 48' · 58' | Diego Delgadillo Benjamín Sánchez | 0:1 0:2 |

| 23' · 28' · 40' · 81' | Alejandro Bravo Jonathan Sánchez Bryan Flores Arturo Ledesma |

| 10' · 23' · 62' · 88' | Uziel García Sergio Aguayo Erick Montiel Daniel Villaseca |

| Principal  | Aldo Ballesteros Barba            |
| Asistentes | Pedro Humberto González Villareal |
|            | Rubén Martín Hipólito             |
| Cuarto     | Yonathan Peinado Aguirre          |

|  |                    |     |     |
|  | Tiros              | 12  | 10  |
|  | Tiros a puerta     | 7   | 3   |
|  | Faltas             | 10  | 15  |
|  | Saques de esquina  | 7   | 4   |
|  | Penaltis           | 1   | 1   |
|  | Fueras de juego    | 6   | 4   |
|  | Posesión del balón | 70% | 30% |

| 30    | Guardameta     | Felipe López        |     |
| 2     | Defensa        | Jonathan Sánchez    |     |
| 4     | Defensa        | Arturo Ledesma      |     |
| 5     | Defensa        | Ulises Torres       |     |
| 28    | Defensa        | Alejandro Bravo     | 74' |
| 20    | Centrocampista | Bryan Flores        | 46' |
| 6     | Centrocampista | Alejandro Organista |     |
| 26    | Centrocampista | Jahaziel Marchand   | 74' |
| 88    | Centrocampista | Denilson Muñoz      | 46' |
| 8     | Delantero      | Carlos Fierro       | 64' |
| 10    | Delantero      | Edson Torres        |     |
| D. T. | D. T.          | Alfonso Sosa        |     |

| 71    | Guardameta     | Erick Montiel    |     |
| 42    | Defensa        | Diego Delgadillo |     |
| 53    | Defensa        | Uziel García     |     |
| 188   | Defensa        | Francisco Méndez |     |
| 48    | Centrocampista | Leonardo Jiménez |     |
| 57    | Centrocampista | Dylan Guajardo   |     |
| 59    | Centrocampista | Christian Torres | 64' |
| 60    | Centrocampista | Luis Ledesma     | 86' |
| 56    | Delantero      | Benjamín Sánchez | 86' |
| 67    | Delantero      | Sergio Aguayo    | 74' |
| 205   | Delantero      | Ariel Castro     | 64' |
| D. T. | D. T.          | Arturo Ortega    |     |

| 7  | Delantero      | Edson Rivera      | 46' |
| 11 | Centrocampista | Joel Pérez        | 46' |
| 15 | Centrocampista | Alejandro Carreón | 64' |
| 24 | Defensa        | Juan Aguayo       | 74' |
| 83 | Defensa        | Luis Flores       | 74' |

| 184 | Defensa   | Sebastián Esparza | 64' |
| 46  | Delantero | Luis Egurrola     | 64' |
| 69  | Delantero | Daniel Villaseca  | 74' |
| 256 | Delantero | Daniel Latorre    | 86' |
| 185 | Delantero | Gibrán Ortiz      | 86' |

| 76' | Edson Rivera | 1:2 |

| 48' · 58' | Diego Delgadillo Benjamín Sánchez | 0:1 0:2 |

| 23' · 28' · 40' · 81' | Alejandro Bravo Jonathan Sánchez Bryan Flores Arturo Ledesma |

| 10' · 23' · 62' · 88' | Uziel García Sergio Aguayo Erick Montiel Daniel Villaseca |

| Principal  | Aldo Ballesteros Barba            |
| Asistentes | Pedro Humberto González Villareal |
|            | Rubén Martín Hipólito             |
| Cuarto     | Yonathan Peinado Aguirre          |

|  |                    |     |     |
|  | Tiros              | 12  | 10  |
|  | Tiros a puerta     | 7   | 3   |
|  | Faltas             | 10  | 15  |
|  | Saques de esquina  | 7   | 4   |
|  | Penaltis           | 1   | 1   |
|  | Fueras de juego    | 6   | 4   |
|  | Posesión del balón | 70% | 30% |

| Campeón de Campeones 2024-25 |
| ---------------------------- |
|                              |
| Tapatío                      |
| 2°Título                     |